# Портрет Николая Николаевича Хованского
«Портрет Николая Николаевича Хованского» — картина Джорджа Доу и его мастерской из Военной галереи Зимнего дворца.
Картина представляет собой погрудный портрет генерал-лейтенанта князя Николая Николаевича Хованского из состава Военной галереи Зимнего дворца.
Во время Отечественной войны 1812 года генерал-майор Хованский был шефом Днепровского пехотного полка и командиром 2-й бригады 18-й пехотной дивизии; участвовал в преследовании разбитых войск Наполеона и в боях под Вильной. Во время Заграничных походов командовал 12-й пехотной дивизией и отличился в Битве народов под Лейпцигом, за боевые отличия в 1814 году получил чин генерал-лейтенанта.
Изображён в генеральском вицмундире, введённом для пехотных генералов 7 мая 1817 года. Слева на груди звезда ордена Св. Анны 1-й степени; на шее крест ордена Св. Георгия 3-го класса; справа серебряная медаль «В память Отечественной войны 1812 года» на Андреевской ленте, бронзовая дворянская медаль «В память Отечественной войны 1812 года» на Владимирской ленте, золотой крест «За взятие Базарджика» и звезда ордена Св. Владимира 1-й степени — этот орден изображён ошибочно, поскольку Хованский был им награждён в 1832 году, существенно позже написания портрета, вместо звезды должен быть показан шейный крест этого ордена 2-й степени. С тыльной стороны картины надписи: Prince Khovansky и Geo Dawe RA pinxt. Подпись на раме с ошибкой в чине: Князь Н. Н. Хованскiй, Генералъ Маiоръ (правильно — генерал-лейтенант).
7 августа 1820 года Комитетом Главного штаба по аттестации князь Хованский был включён в список «генералов, заслуживающих быть написанными в галерею» и 6 ноября 1821 года император Александр I приказал написать его портрет. Гонорар Доу был выплачен 10 ноября 1821 года и 24 февраля 1822 года. Портрет принят в Эрмитаж 7 сентября 1825 года.
Г. Доу по заказу петербургского книготорговца С. Флорана гравировал этот портрет в Лондоне с указанием даты 1 августа 1825 года; один из сохранившихся отпечатков гравюры также имеется в собрании Эрмитажа
В 1840-х годах в мастерской Карла Края по рисунку И. А. Клюквина с портрета была сделана литография, опубликованная в книге «Император Александр I и его сподвижники» и впоследствии неоднократно репродуцированная.